# Бугарски запад (часопис)
Бугарски запад (буг. Български запад) је био бугарски часопис који је имао издање у Србији (Пиротски крај) након окупације Бугарске за време Другог светског рата. Излазио је од 21. марта 1942. до повлачења Бугара из Србије 7. августа 1944. За то време вођена је бугаризација у српском Поморављу, вардарској Македонији и јужној Тракији (део Грчке).
Издавач и редактор је био Каран Дончев. Штампан је у Рахриви, Софија. Часопис је излазио седмично. Од броја 13, имао је додан поднаслов Весник за Пиротску, Царибродску, Трнску, Босилевградску и Бабушничку околину (буг. Вестник за Пиротска, Царибродска, Трънска, Босилеградска и Бабушничка околия).